# Активное радиолокационное самонаведение

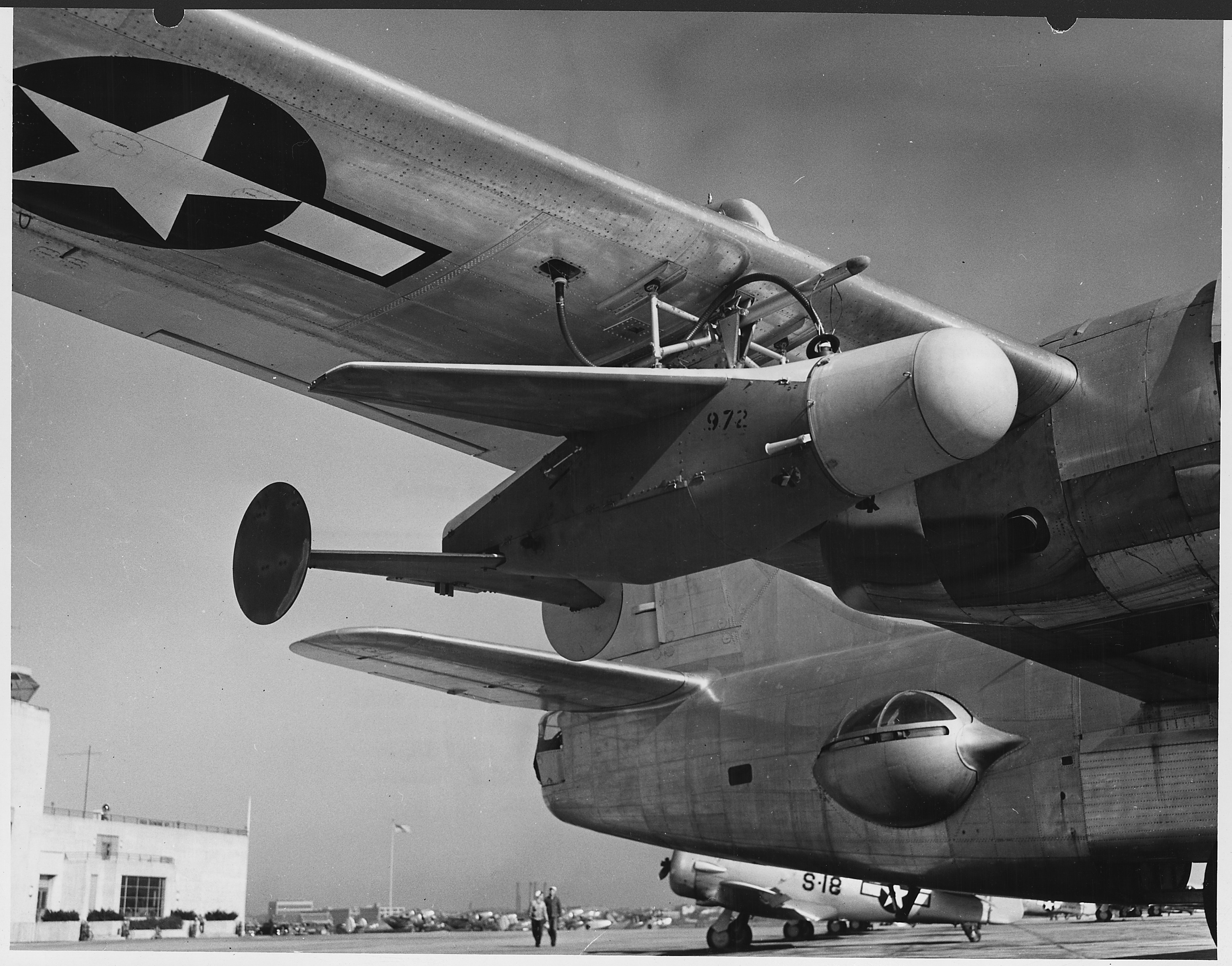
ASM-N-2 Bat — экспериментальная самонаводящаяся бомба, декабрь 1945

Активное радиолокационное самонаведение — метод наведения ракетного оружия, заключающийся в том, что ракета оснащается автономным радиолокатором и решающим блоком, позволяющим обнаружить и перехватить цель без вмешательства станции наведения на объекте-носителе.

## Преимущества
Основные преимущества активного радиолокационного самонаведения:
- так как в терминальной фазе перехвата ракета находится гораздо ближе к цели, чем объект-носитель или станция наведения, сопровождение цели активной головкой самонаведения оказывается более точным и более защищённым от средств электронного противодействия. Ракеты с активным самонаведением имеют наибольшую вероятность поражения цели, наряду с системами, использующими сопровождение через ракету;
- так как в терминальной фазе перехвата ракета полностью автономна, объект-носитель избавлен от необходимости отслеживать движение цели и ракет до момента перехвата и может переключить внимание на другую цель или выйти из зоны перехвата. Эта способность самонаводящихся ракет часто называется «выстрелил и забыл» и является серьёзным преимуществом ракет «воздух-воздух» перед своими предшественницами.

## Недостатки
Активное радиолокационное самонаведение имеет три существенных недостатка:
- размещение на ракете автономного радиолокатора требует увеличения габаритов, сложности и стоимости ракеты. Дорогостоящее оборудование, размещённое на ракете, является одноразовым, так как разрушается при подрыве боевой части.
- использование активного радара демаскирует ракету, предупреждая противника об атаке и давая ему время, чтобы предпринять ответные действия.
- ракеты с активным самонаведением теряют эффективность с приближением к цели[прояснить].

## Применение
Активное радиолокационное самонаведение редко используется в качестве единственного метода наведения ракеты. Наиболее часто оно используется на терминальной стадии перехвата, в непосредственной близости от цели, так как небольшие габариты источников питания ракеты не позволяют сделать излучатель достаточно мощным и действующим достаточно долго, чтобы действовать с момента старта на больших дистанциях перехвата. Чтобы преодолеть этот недостаток, большинство самонаводящихся ракет имеют дополнительно систему командного наведения или систему инерциальной навигации, которые выводят ракету в зону непосредственной близости к цели, где включается активное самонаведение. Инерциальная навигация используется при стрельбе по малоподвижным целям (например, по кораблям), командное наведение — при стрельбе по скоростным и маневрирующим целям. Часто инерциальная навигация и командное наведение совмещаются в одном устройстве в виде инерциального автопилота, установки которого корректируются радиокомандами.

## Перечень ракет
Ниже приведён перечень ракет, использующих в терминальной фазе перехвата активное самонаведение.

### Европа
- MBDA Meteor — ракета класса «воздух-воздух» большой дальности, совместная разработка Франции, Германии, Италии, Испании, Швеции и Великобритании.

### Франция
- MBDA Exocet — противокорабельная ракета.
- MBDA MICA — ракета «воздух—воздух» и «поверхность-воздух» средней дальности.

### Германия
- EADS AS.34 Kormoran — противокорабельная ракета.

### Китай
- PL-12 — ракета «воздух—воздух» средней дальности.
- SD-10 — модификация PL-12, экспортируемая в Пакистан.
- HQ-9 — зенитно-ракетный комплекс дальнего действия.

### Индия
- DRDO «Астра» — ракета «воздух—воздух».

### Израиль
- Rafael Derby — ракета «воздух—воздух».

### Япония
- Тип 80 ASM-1 — противокорабельная ракета воздушного базирования.
- Тип 81 Тансам — зенитный ракетный комплекс ближнего радиуса (только SAM-1C).
- Тип 88 — мобильный наземный противокорабельный комплекс.
- Тип 90 — противокорабельная ракета морского базирования.
- Тип 91 — противокорабельная ракета воздушного базирования.
- Mitsubishi AAM-4 (Тип 99) — ракета «воздух-воздух» средней дальности.
- Тип 03 Чусам — ЗРК средней дальности.
- Тип 11 — ЗРК.

### СССР/Россия
- КС-172 (ОКБ «Новатор», DRDO) — ракета «воздух—воздух» большой дальности.
- Р-37 (МКБ «Вымпел», AA-13 Arrow) — ракета «воздух—воздух» большой дальности.
- Р-77 (МКБ «Вымпел», AA-12 Adder) — ракета «воздух—воздух» средней дальности.
- Р-27 (МКБ «Вымпел», AA-10 Alamo) — ракета «воздух—воздух» средней дальности (только Р-27АЕ).
- Х-31 (АО «Корпорация «Тактическое ракетное вооружение», AS-17 Krypton) — противокорабельная ракета (только Х-31А).
- Х-15 (МКБ «Радуга», AS-16 Kickback) — противокорабельная ракета воздушного базирования (только Х-15С).
- Х-59 (МКБ «Радуга», AS-13 Kingbolt) — ракета воздушного базирования (только Х-59МК)
- Х-25 (АО «Корпорация «Тактическое ракетное вооружение», AS-10 Karen) — противокорабельная ракета воздушного базирования (только Х-25МА)
- КСР-5 (МКБ «Радуга», AS-6 Kingfish) — противокорабельная ракета воздушного базирования.
- КСР-2 (МКБ «Радуга», AS-5 Kelt) — противокорабельная ракета воздушного базирования.
- Х-22 (МКБ «Радуга», AS-4 Kitchen) — противокорабельная ракета.
- 9М123 «Хризантема» (КБ машиностроения (Коломна), AT-15 Springer) — противотанковая ракета (только 9М123-2 and 9М123Ф-2).
- С-400 «Триумф» (ГСКБ «Алмаз-Антей», SA-21 Growler) — зенитно-ракетный комплекс дальнего действия.
- П-500 «Базальт» (НПО Машиностроения, SS-N-12 Sandbox) — противокорабельная ракета.
- П-700 «Гранит» (НПО Машиностроения, SS-N-19 Shipwreck) — противокорабельная ракета.
- П-270 «Москит» (МКБ «Радуга», SS-N-22 Sunburn) — противокорабельная ракета.
- Х-35 (АО «Корпорация «Тактическое ракетное вооружение», SS-N-25 Switchblade) — противокорабельная ракета.
- П-800 «Оникс» (НПО Машиностроения, SS-N-26; также, аналогичные «Яхонт» и «BrahMos») — противокорабельная ракета.
- 3M-54 «Клаб» семейства «Калибр» (ОКБ «Новатор», SS-N-27 Sizzler) — противокорабельная ракета.

### ЮАР
- R-Darter[англ.] — ракета «воздух—воздух» большой дальности.

### Швеция
- Saab Bofors Dynamics RBS-15 — противокорабельная ракета.

### Тайвань
- Sky Sword II[англ.] — ракета «воздух—воздух».

### США
- Boeing RGM-84 «Гарпун» — противокорабельная ракета.
- Lockheed Martin AGM-114L Hellfire Longbow — противокорабельная ракета воздушного базирования.
- Lockheed Martin MIM-104 «Пэтриот» — зенитная ракета (только PAC-3)[2]
- Raytheon AIM-54 Phoenix — ракета «воздух—воздух» большой дальности.
- Raytheon AIM-120 AMRAAM — ракета «воздух—воздух» и зенитная ракета.
- Raytheon RIM-174 Standard ERAM (SM-6) — зенитная ракета.
- ASM-N-2 Bat — первая в мире самонаводящаяся бомба времён Второй мировой войны.

## Примечание
1. ↑  ausairpower.net Архивная копия от 25 октября 2018 на Wayback Machine : «Active and Semiactive Radar Missile Guidance» (retrieved 6 April 2010)
2. ↑  designation-systems.net Архивная копия от 12 апреля 2015 на Wayback Machine: «Directory of US Military Rockets and Missiles» (retrieved 6 April 2010)